# Coracina personata
A Coracina personata a madarak osztályának verébalakúak (Passeriformes) rendjébe és a tüskésfarúfélék (Campephagidae) családjába tartozó faj.

## Rendszerezése
A fajt Salomon Müller német zoológus és ornitológus írta le 1914-ben, a Ceblepyris nembe Ceblepyris personata néven.

## Alfajai
- Coracina personata alfrediana (Hartert, 1898)
- Coracina personata floris (Sharpe, 1878)
- Coracina personata personata (S. Muller, 1843)
- Coracina personata pollens (Salvadori, 1874)
- Coracina personata sumbensis (A. B. Meyer, 1881)
- Coracina personata unimoda (P. L. Sclater, 1883)[2]

## Előfordulása
Timor szigetén és az Indonéziához tartozó Kis-Szunda-szigeteken honos. Természetes élőhelyei a szubtrópusi vagy trópusi síkvidéki és hegyi erdők, szavannák és cserjések, valamint ültetvények és szántóföldek. Állandó, nem vonuló faj.

## Megjelenése
Testhossza 32 centiméter.

## Természetvédelmi helyzete
Az elterjedési területe nagyon nagy, egyedszáma pedig stabil. A Természetvédelmi Világszövetség Vörös listáján nem fenyegetett fajként szerepel.